# William Edmund Scripps
Pour les articles homonymes, voir Scripps.
William Edmund Scripps (6 mai 1882 - 12 juin 1952) est un journaliste et homme d'affaires américain du Michigan.

## Biographie
Né en 1882 à Détroit, dans le Michigan, il est fils de James Edmund Scripps. En 1904, à 22 ans, il a contribué au lancement de la course de bateaux "Gold Cup", sur la Detroit River. Passionné d'aviation, il pilote en 1913 Model F sur le lieu où sera construit le Belle Isle Bridge puis invite la pionnière de l'aviation Amelia Earhart, première femme à traverser l'océan Atlantique en 1928, à la création d'un nouvel avion, un glider.
Avec son petit frère William John Scripps, malgré un écart d'âge de 23 ans, il a fondé en 1920 à Détroit, la radio WWJ, appelée aussi "Newsradio 950", qui fut la première station de radio d'information continue. La radio, toujours en activité et membre du réseau CBS, porte le nom de leurs initiales réunies : "WWJ". La radio est rattachée au quotidien The Detroit News, fondé en 1873 par son père, sous le nom de The Evening News. Son beau-frère George G. Booth a pris la relève pour être le premier dirigeant du groupe familial, aux côtés de William Edmund Scripps (1882 – 1952) et de son frère William John. Il s'est occupé en particulier de la gestion du quotidien The Detroit News, de 1929, l'année où il en devient le président, jusqu'à sa mort en 1952, et qui est devenu un promoteur de l'aviation.
En 1925, il a créé l'agence de presse photo ACME Newspictures, qui sera fusionnée avec l'agence de presse familiale United Press en 1952, à sa mort. Il est l'once de  James Scripps Booth, artiste et ingénieur de l'automobile.